# Puntate di De Ludwigs

## Stagioni
| Stagione         | Episodi | Episodi | Prima TV Paesi Bassi |
| ---------------- | ------- | ------- | -------------------- |
| Prima stagione   | 40      | 20      | 2016                 |
| Prima stagione   | 40      | 20      | 2016                 |
| Seconda stagione | 28      | 28      | 2017                 |
| Terza stagione   | 40      | 20      | 2018                 |
| Terza stagione   | 40      | 20      | 2018                 |
| Quarta stagione  | 26      | 26      | 2019                 |

## Speciali
| Stagione         | Episodi | Prima TV Paesi Bassi |
| ---------------- | ------- | -------------------- |
| Primo speciale   | 8       | 2017                 |
| Secondo speciale | 8       | 2018                 |

## Prima stagione
| n° | Titolo originale    | Prima TV Olanda |
| -- | ------------------- | --------------- |
| 1  | De Nieuwe Ludwig    | 9 maggio 2016   |
| 2  | De Dikke Dame Zingt | 10 maggio 2016  |
| 3  | De Ideale Leerling  | 11 maggio 2016  |
| 4  | Kunst Om De Kunst   | 12 maggio 2016  |
| 5  | De Grote Schoonmaak | 16 maggio 2016  |
| 6  | Hartenheer          | 17 maggio 2016  |
| 7  | Ieder Potje         | 18 maggio 2016  |
| 8  | Heimlich            | 19 maggio 2016  |
| 9  | Vrij                | 23 maggio 2016  |
| 10 | Paarse Regen        | 24 maggio 2016  |
| 11 | Josephine           | 25 maggio 2016  |
| 12 | Graveyard Shift     | 26 maggio 2016  |
| 13 | Blauwe Hoop         | 30 maggio 2016  |
| 14 | Exposé              | 31 maggio 2016  |
| 15 | Obsessie            | 1º giugno 2016  |
| 16 | Namaak              | 2 giugno 2016   |
| 17 | Oude Ludwigs        | 6 giugno 2016   |
| 18 | Overhandiging       | 7 giugno 2016   |
| 19 | Zwartwoud           | 8 giugno 2016   |
| 20 | Vermist             | 9 giugno 2016   |

| n° | Titolo originale      | Prima TV Olanda   |
| -- | --------------------- | ----------------- |
| 1  | Contact               | 19 settembre 2016 |
| 2  | Pleegpleegouders      | 20 settembre 2016 |
| 3  | VOC                   | 21 settembre 2016 |
| 4  | Zonnewijzer           | 22 settembre 2016 |
| 5  | Cassandras Kaart      | 26 settembre 2016 |
| 6  | Danse Macabre         | 27 settembre 2016 |
| 7  | De Cloud              | 28 settembre 2016 |
| 8  | Verjaardagstranen     | 29 settembre 2016 |
| 9  | Cassies Doolhof       | 3 ottobre 2016    |
| 10 | Het Labyrinth         | 4 ottobre 2016    |
| 11 | Spionnenspel          | 5 ottobre 2016    |
| 12 | De Buurtjes           | 6 ottobre 2016    |
| 13 | Het Gevangenendilemma | 10 ottobre 2016   |
| 14 | Eters Over De Vloer   | 11 ottobre 2016   |
| 15 | Korte Termijn         | 12 ottobre 2016   |
| 16 | Het Fortuin           | 13 ottobre 2016   |
| 17 | Een Stapje Voor       | 17 ottobre 2016   |
| 18 | Restauratie           | 18 ottobre 2016   |
| 19 | Klus Geklaard         | 19 ottobre 2016   |
| 20 | De Ludwigs            | 20 ottobre 2016   |

## Primo speciale
| n° | Titolo originale   | Prima TV Olanda |
| -- | ------------------ | --------------- |
| 1  | De opdracht        | 10 aprile 2017  |
| 2  | Gestolen!          | 11 aprile 2017  |
| 3  | Liefdesverdriet    | 12 aprile 2017  |
| 4  | De Inbraak         | 13 aprile 2017  |
| 5  | Niet wat het lijkt | 17 aprile 2017  |
| 6  | De Rattenvanger    | 18 aprile 2017  |
| 7  | Wie is de dief?    | 19 aprile 2017  |
| 8  | Feest              | 20 aprile 2017  |

## Seconda stagione
| n° | Titolo originale        | Prima TV Olanda  |
| -- | ----------------------- | ---------------- |
| 1  | De sterke start         | 16 ottobre 2017  |
| 2  | De sprookjestaart       | 16 ottobre 2017  |
| 3  | De spookstraf           | 17 ottobre 2017  |
| 4  | Het spannende shot      | 18 ottobre 2017  |
| 5  | De smurriesoep          | 19 ottobre 2017  |
| 6  | De sambalstreek         | 23 ottobre 2017  |
| 7  | De stiekeme steler      | 24 ottobre 2017  |
| 8  | De stomme sommen        | 25 ottobre 2017  |
| 9  | De stampspriet          | 26 ottobre 2017  |
| 10 | De schatkaartscheur     | 30 ottobre 2017  |
| 11 | De stootstrategie       | 31 ottobre 2017  |
| 12 | De slinkse stroper      | 1º novembre 2017 |
| 13 | De schrikschuur         | 2 novembre 2017  |
| 14 | De speurtochtstrijd     | 6 novembre 2017  |
| 15 | De stroperstopper       | 7 novembre 2017  |
| 16 | De stille sage          | 8 novembre 2017  |
| 17 | Het Sebastiaan spoor    | 9 novembre 2017  |
| 18 | De stoere stadswachter  | 13 novembre 2017 |
| 19 | De slome sluiper        | 14 novembre 2017 |
| 20 | De slimme strijders     | 15 novembre 2017 |
| 21 | De suffe snob           | 16 novembre 2017 |
| 22 | De scherpe surveillance | 20 novembre 2017 |
| 23 | De schone schijn        | 21 novembre 2017 |
| 24 | De sociale sluwerd      | 22 novembre 2017 |
| 25 | De steenrijke sjeik     | 23 novembre 2017 |
| 26 | De snode slechterik     | 27 novembre 2017 |
| 27 | De stenen schat         | 28 novembre 2017 |
| 28 | Het spannende slot      | 29 novembre 2017 |

## Terza stagione
| n° | Titolo originale    | Prima TV Olanda |
| -- | ------------------- | --------------- |
| 1  | De Cryptex          | 9 aprile 2018   |
| 2  | Het kroon symbool   | 9 aprile 2018   |
| 3  | De kunstroof?       | 10 aprile 2018  |
| 4  | De puzzeldoos       | 11 aprile 2018  |
| 5  | De politie inval    | 12 aprile 2018  |
| 6  | Het afscheid        | 13 aprile 2018  |
| 7  | De verrassing       | 16 aprile 2018  |
| 8  | Valerie             | 17 aprile 2018  |
| 9  | De ketting          | 18 aprile 2018  |
| 10 | De museum missie    | 19 aprile 2018  |
| 11 | De paarse heks      | 20 aprile 2018  |
| 12 | Alex                | 23 aprile 2018  |
| 13 | William Ruybosch    | 24 aprile 2018  |
| 14 | Verstoppertje       | 25 aprile 2018  |
| 15 | Het Pamela Plan!    | 26 aprile 2018  |
| 16 | Het Ludwig theater  | 27 aprile 2018  |
| 17 | Het geheime gesprek | 30 aprile 2018  |
| 18 | Een slecht plan     | 1º maggio 2018  |
| 19 | Missie: Minbraak!   | 2 maggio 2018   |
| 20 | De redding          | 3 maggio 2018   |

| n° | Titolo originale                  | Prima TV Olanda   |
| -- | --------------------------------- | ----------------- |
| 1  | Wie is de mol?                    | 17 settembre 2018 |
| 2  | Warm en donker                    | 17 settembre 2018 |
| 3  | Daniel de verrader                | 18 settembre 2018 |
| 4  | De Apoll0 raadsels                | 19 settembre 2018 |
| 5  | Missie: De gekke hack!            | 20 settembre 2018 |
| 6  | Waar is de dief?                  | 21 settembre 2018 |
| 7  | Gekke ome Leo                     | 24 settembre 2018 |
| 8  | De Giga Geheime kamer             | 25 settembre 2018 |
| 9  | Wie is Apoll0?                    | 26 settembre 2018 |
| 10 | Missie: Bescherm-de-kroon-niet!   | 27 settembre 2018 |
| 11 | Benny is terug                    | 28 settembre 2018 |
| 12 | Waar is de kroon?                 | 1º ottobre 2018   |
| 13 | Van wie is de sleutel?            | 2 ottobre 2018    |
| 14 | De kaart en de taart              | 3 ottobre 2018    |
| 15 | Wie van de twee?                  | 4 ottobre 2018    |
| 16 | Missie: Breek de Box!             | 5 ottobre 2018    |
| 17 | Dit is de mol                     | 8 ottobre 2018    |
| 18 | Het kasteel van de Bloedverwanten | 9 ottobre 2018    |
| 19 | De overdracht                     | 10 ottobre 2018   |
| 20 | Komt alles goed?                  | 11 ottobre 2018   |

## Secondo speciale
| n° | Titolo originale | Prima TV Olanda  |
| -- | ---------------- | ---------------- |
| 1  | Het Gedicht      | 19 novembre 2018 |
| 2  | Alarm            | 20 novembre 2018 |
| 3  | Waar Rook is     | 21 novembre 2018 |
| 4  | Wat Een lawaai   | 22 novembre 2018 |
| 5  | Raadsels         | 26 novembre 2018 |
| 6  | Niet alleen      | 27 novembre 2018 |
| 7  | Slijm lijm       | 28 novembre 2018 |
| 8  | Surprises        | 29 novembre 2018 |

## Quarta stagione
| n° | Titolo originale | Prima TV Olanda  |
| -- | ---------------- | ---------------- |
| 1  |                  | 28 ottobre 2019  |
| 2  |                  | 28 ottobre 2019  |
| 3  |                  | 29 ottobre 2019  |
| 4  |                  | 30 ottobre 2019  |
| 5  |                  | 31 ottobre 2019  |
| 6  |                  | 1º novembre 2019 |
| 7  |                  | 4 novembre 2019  |
| 8  |                  | 5 novembre 2019  |
| 9  |                  | 6 novembre 2019  |
| 10 |                  | 7 novembre 2019  |
| 11 |                  | 8 novembre 2019  |
| 12 |                  | 11 novembre 2019 |
| 13 |                  | 12 novembre 2019 |
| 14 |                  | 13 novembre 2019 |
| 15 |                  | 14 novembre 2019 |
| 16 |                  | 15 novembre 2019 |
| 17 |                  | 18 novembre 2019 |
| 18 |                  | 19 novembre 2019 |
| 19 |                  | 20 novembre 2019 |
| 20 |                  | 21 novembre 2019 |
| 21 |                  | 22 novembre 2019 |
| 22 |                  | 25 novembre 2019 |
| 23 |                  | 26 novembre 2019 |
| 24 |                  | 27 novembre 2019 |
| 25 |                  | 28 novembre 2019 |
| 26 |                  | 29 novembre 2019 |